# 氷見市立西條中学校
氷見市立西條中学校（ひみしりつ さいじょうちゅうがっこう）は、富山県氷見市柳田（やないだ）にある市立中学校。

## 沿革
- 1947年（昭和22年）4月16日 - 創立[2]
- 2005年（平成17年）1月13日 - 当時中日ドラゴンズ所属の川相昌弘が本校に一日赴任した[3][4]。

## 通学区域
宮田小、窪小の通学区域

## 周辺
- 国道415号
- 西日本旅客鉄道氷見線 島尾駅

## 著名な出身者
- 海道衛秀（ハンドボール選手）
- 国崎和也（ランジャタイ）- お笑い芸人（グレープカンパニー所属）
- 山田龍聖（野球選手）
- 安平光佑(ハンドボール選手)